# SN 1998ce
SN 1998ce – supernowa typu II odkryta 19 maja 1998 roku w galaktyce M-04-24-19. W momencie odkrycia miała maksymalną jasność 16,00m.